# ミディヴァル・パンディッツ
ミディヴァル・パンディッツ（MIDIval Punditz）はインドのDJ/音楽プロデューサー・デュオ。デリーで結成された。

## 来歴
カシミール系のゴーラヴ・ライナと、パンジャブ系のタパン・ラージによって、1998年に結成。グループ名は「MIDI時代の僧侶達」と訳すことができる。実際二人ともバラモン階級出身。
二人は小学校の同級生で、当時家では両親がかけているインド古典やボリウッド音楽を聴き、学校ではマドンナやマイケル・ジャクソンを話題にする典型的なインドの音楽好き少年たちだった。二人が最初に手にした楽器はドラムスで、高校時代は別々のロックバンドでドラムスを担当していた。
ゴーラヴが大学の建築科に進学するためデリーを離れ、タパンはデリーのインド工科大学 (IIT)というインドで最も優秀なコンピューター学校に進学したことで、二人は一旦疎遠になったが、ゴーラヴが大学卒業後に会社員を経てデリーに戻ってきたことで再び交流が始まった。
タパンは昼間はコンピュータの技術者として働き、ゴーラヴはラジオ番組の制作を生業としながら、二人は毎週末にパーティやショーのDJを行い始めた。その過程でアジア系イギリス人のタブラ奏者タルヴィン・シンや、アジア系アメリカ人のタブラ奏者カーシュ・カーレイと知り合い、1998年にデリーのナイトクラブで「Cyber Meyfil」というパーティーを始めた。「Meyfil」とはヒンディー語で音楽や絵画や芸術の祭りという意味だった。
当時の彼らはプロディジーやプロペラヘッズ、ケミカル・ブラザーズなどのブレイクビーツから影響を受けていたが、自分たちだけの独自の音を求めて、ミディヴァル・パンディッツとして制作を始めた。機材や制作資金は自分たちで稼いだ。
CM曲を作ったり、ヒンディ・ポップスのリミックスなどを手掛けながら、曲を作り続け、日本でもヒットした2001年のインド映画「モンスーン・ウェディング」に彼らの曲「ファブリック」が使われたことで知名度も上がった。
2002年に初アルバム「ミディヴァル・パンディッツ」を発表。インド人として初めてエレクトロニック・ミュージックのアルバムを世界発売したグループとなった。

## ディスコグラフィー

### アルバム
- MIDIval Punditz (2002)
- Let's Enjoy (OST)   (2004)
- MIDIval Times (2005)
- MIDIval PunditZ Remixed (2007)
- Hello Hello (2009)
- Light (2015)

### EP
- Rebirth- EP (2005)
- Ali- EP (2005)